# Her Only Son (film, 1913)
Pour les articles homonymes, voir Her Only Son.
Pour plus de détails, voir Fiche technique et Distribution.
Her Only Son est un film muet américain réalisé par Lem B. Parker et sorti en 1913.

## Fiche technique
- Titre : Her Only Son
- Réalisation : Lem B. Parker
- Scénario : Malcolm Douglas
- Producteur :  William Selig
- Société de production : Selig Polyscope Company
- Société de distribution : General Film Company
- Pays d'origine :  États-Unis
- Langue : Anglais
- Format : Noir et blanc — 35 mm — 1,33:1 — Muet
- Genre : Film dramatique
- Durée : 10 minutes
- Dates de sortie : 
  -  États-Unis : 12 février 1913
  -  Royaume-Uni : 8 mai 1913

## Distribution
- Harold Lockwood :  Jack Temple
- Kathlyn Williams : la victime d'une noyade sauvée par Jack
- Herbert Rawlinson : Ned Willet, fainéant malhonnête, ami de Jack
- Ormi Hawley : Madame Temple, la mère de Jack
- William Hutchinson : Edward Jones
- Henry Otto : George Adams